# Дельталина
Дельталина (англ. Deltalina) — прозвище, данное Кэтрин Ли-Хинтон, стюардессе авиакомпании «Дельта» с 2008 года, являющейся лицом видеопрезентации по безопасности на борту. Первое видео с Дельталиной появилось в феврале 2008 года и сразу приобрело популярность не только среди пассажиров «Дельты», но и стало самым востребованным видео.
Ли сразу стали сравнивать с Анджелиной Джоли, благодаря её широкой улыбке и лицу с ярко выраженными скулами. Прозвище Дельталина появилось в одном из комментариев на Youtube: «Заставит ли Дельталина смотреть пассажиров видео по безопасности на борту?»

## Видео
Видео с её участием были отмечены за умение привлечь внимание пассажиров благодаря следующим «секретам»:
- красоте Дельталины[3]
- неожиданным поворотам в сюжете[2]
- юмору (включая знаменитому жесту вокруг губ, запрещающим пассажирам курить («smoking is not allowed»)[2], а также сверкающим зубам другого участника съёмок — индонезийского карлика стюарда Перри де Флюхта)[3]

## Публичные выступления
В сентябре 2008 года Дельталина снялась в серии роликов, инструктирующих, как себя вести на стадионе. Эти видеоролики демонстрировались на огромных экранах стадиона Georgia Dome перед каждой домашней игрой команды Атланта Фэлконс.
В марте 2009 года Дельталина участвовала в церемонии открытия вертолётной площадки на крыше W- отеля в Даунтауне Атланты.

## Личная жизнь
Лее продолжает работать стюардессой в авиакомпании «Дельта». Она родилась в Германии, её отец — выходец из Пуэрто-Рико, мать — немка. Отец был военным, поэтому семья переезжала с места на место много раз.